# Oxytropis neglecta
Oxytropis neglecta är en ärtväxtart som beskrevs av Michele Tenore. Oxytropis neglecta ingår i släktet klovedlar, och familjen ärtväxter. Inga underarter finns listade i Catalogue of Life.